# Le Massacre des innocents (Maître CC)
Pour les articles homonymes, voir Le Massacre des innocents.
Le Massacre des innocents est une gravure sur cuivre au burin faite par Maître CC à une date inconnue, au XVIe siècle. Elle existe en plusieurs exemplaires dont 6 sont connues, conservées à Londres, New York, Oxford et 3 à Paris à la BnF, dans la collection privée de E. de Rothschild et dans une autre collection privée.

## Description
L'œuvre représente Hérode entouré par deux soldats, regardant d'un balcon le massacre d'un enfant en compagnie des mères de ceux-ci, fait par 3 de ses soldats, autour de plusieurs corps déjà exécutés. L'œuvre prend place dans un cadre monumental, représentant sûrement un bâtiment religieux. 

## Analyse
Elle est associée à une inscription : « Pour priver Christ de son royaume, Hérode entreprit de faire tuer tous les enfants de Bethléem, âgés de moins de deux ans. Matthieu. »
L'œuvre est probablement inspirée d'une œuvre éponyme de Maître JG, pour le choix et la disposition des personnages, mais également de manière plus hypothétique, notamment pour le cadre architectural, de Intérieur de la synagogue de Regensburg d'Albrecht Altdorfer ou Intérieur d'une église où est représentée la parabole de l'offrande de la veuve de Daniel Hopfer. 